# الواسطه السفلى (نجرة)

تعديل مصدري - تعديل

الواسطه السفلى هي إحدى قرى عزلة القيلة بمديرية نجرة التابعة لمحافظة حجة، بلغ تعداد سكانها 739 نسمة حسب تعداد اليمن لعام 2004.